# Руда (притока Случі)
Ру́да (Мшане́цька Ру́да) — річка в Україні, в межах Хмельницького району Хмельницької області. Права притока Случі (басейн Дніпра).

## Опис
Довжина 18 км. Площа водозбірного басейну 137 км². Річкова долина широка і неглибока, у пониззі вузька і глибша. Заплава місцями заболочена. Споруджено кілька ставків.

## Розташування
Річка бере початок біля села Яблунівка. Тече переважно на північний захід. Впадає до Случі між селами Левківка і Сербинівка. 
Основна притока: Грабарка (ліва). 
Над річкою розташовані села: Яблунівка, Цимбалівка (частково), Йосипівка, Левківка і Сербинівка. 